# Budova Ředitelství Buštěhradské dráhy
Budova Ředitelství Buštěhradské dráhy je novorenesanční dům stojící na adrese Politických vězňů 1531/9, 110 00 na Novém Městě, Praha 1. Byla vybudována jako sídlo majetné železniční společnosti Buštěhradská dráha budující od roku 1855 tratě v severním a severozápadním směru od Prahy do oblastí uhelných pánví. Dům je chráněn jako kulturní památka České republiky.

## Dějiny budovy
Úřední budova byla vystavěna z letech 1871 až 1874 jako doplnění Schebkova paláce, který byl postaven při severní straně budovy v letech 1870 až 1872 v ulici s tehdejším názvem Bredova. Po vzniku Československa zde společnost Buštěhradská dráha sídlila až do svého zestátnění v roce 1922, pak majetek převzaly Československé státní dráhy.
V roce 1990 budovu od ČSD zakoupila Komunistická strana Čech a Moravy, která zde počínaje tímto datem má své sídlo. (2020)

## Architektura stavby
Palác je vystavěn v novorenesančním slohu navazujícím na římskou renesanci. Stavební podnikatelství Jana Schebka, které stavbu provádělo, na stavbě drážních projektů úzce spolupracovalo s B.E.B. Stavby tedy navrhl architekt Vojtěch Ignác Ullmann ve velmi podobném stylu jako starší průmyslníkův palác. Mohutné vchodové portály jsou u obou staveb symetrické, rozložení oken a fasády se liší.